# Матерхорн
Матерхорн (на немски: Matterhorn, на френски: Mont Cervin, на италиански: Monte Cervino) е връх в Алпите (Пенински Алпи), висок 4478 m. Представлява живописен остатък (карлинг) от скален блок, издигнат от движенията на земната кора преди 50 млн. години, когато са се сблъскали континентите Африка и Европа. Той е разположен на границата между Швейцария и Италия. Има вечни снегове и ледници. Матерхорн е най-късно изкаченият от високите алпийски върхове. Красивата пирамидална форма на върха може да бъде видяна от швейцарския град Цермат и от италианските алпийски градове Брьой-Червиния и Валтурнанш.
Матерхорн е вероятно най-разпознаваемият връх в Алпите, благодарение на своята специфична пирамидална форма.

## История
През 1789 г. швейцарският физик, геолог и изследовател Орас Бенедикт дьо Сосюр, който преди това е изкачил Монблан, решава да покори и Матерхорн, но опитът му е неуспешен.

### Първо изкачване
Между 1861 и 1863 г. англичанинът Едуард Уимпър прави няколко неуспешни опита да изкачи Матерхорн от италианска територия, но през 1865 г. решава да опита от швейцарска страна, по ръба Хьорнли. Уимпър и младият лорд Франсис Дъглас наемат за помощници планинския водач от Цермат Петер Таугвалдер и едноименния му син. В Цермат срещат англичаните Чарлс Хъдсън и Робърт Хедоу, водени от французина Мишел Кро, също с цел върха Матерхорн, и двете групи се сливат. Сутринта на 13 юли 1865 г. групата от общо седем души потегля и на 14 юли успява да покори Матерхорн. При спускането първите четирима в навързаната колона (Кро, Дъглас, Хъдсън и Хедоу) пропадат и свързващото въже между тях и останалите трима се къса, вследствие на което и четиримата загиват. Уимпър и двамата Таугвалдер успяват да достигнат Цермат на следващия ден.
Три дни по-късно Матерхорн е изкачен и от италианска страна – Жан-Антоан Карел успява при своя девети опит, заедно с Жан Биш.
- Първото изкачване (Гюстав Доре, 1865)
- Илюстрация от Уимпър
- Първата трагедия на Матерхорн (Гюстав Доре)
- Едуард Уимпър
- Петер Таугвалдер (старши)
- Лорд Франсис Дъглас
- Мишел Кро
- Чарлс Хъдсън, скициран от Едуард Уимпър

### Изкачване на Северната стена
Премиерното изкачване на Северната стена, един от последните големи проблеми на Алпите, е осъществено от братята Франц и Тони Шмид през 1931 г. Изкачването започва на 31 юли и след бивак на стената двамата достигат върха на 1 август. Любопитен е фактът, че двамата нямат пари за пътуването и пристигат от Мюнхен с велосипеди.
Първото солово изкачване е през 1958 г. от Дитер Мархарт.
Първото зимно изкачване е през 1962 г. – на 4 февруари Хилти фон Алмен и Паул Етер успяват да изкачат стената, а на следващия ден това правят и още две свръзки.
През 1965 г. италианският алпинист Валтер Бонати смайва света, извършвайки едновременно зимно, солово и премиерно изкачване по нов път, преминавайки изключително сложни пасажи. Постига го за 5 дни (18–23 февруари).
Първото българско изкачване по Северната стена на Матерхорн е направено от Христо Проданов и Трифон Джамбазов от 21 до 26 септември 1974 г., при тежка снежна буря.
Първото българско зимно изкачване на стената е осъществено през 1982 г. от Николай Петков, Любомир Илиев и Иван Масларов. Изкачването продължава три дни (22–24 януари), свръзката прави два бивака по стената.
Днес ежегодно около 2000 души се опитват да изкачат Матерхорн. Нещастните случаи не спират, като приблизително 15 алпинисти годишно загиват.

## Височина
Матерхорн има две отделни връхни точки, разделени от 100-метров скален гребен: швейцарски връх (4477,5 m) на изток и италиански връх (4476,4 m) на запад. Имената им са свързани с първите изкачвания, а не с географското им разположение, тъй като и двете лежат на границата между Италия и Швейцария. През август 1792 г. Орас Бенедикт дьо Сосюр прави първото измерване на височината на Матерхорн с помощта на секстант и 15-метрова верига, разгъната върху ледника Теодул. Изчислената от него височина е 4501,7 m. През 1868 г. италианският инженер Феличе Джордано измерва височина от 4505 m с помощта на живачен барометър, който носи със себе си на върха. Последните изследвания (1999 г.), проведени с GPS-технология, позволяват височината на Матерхорн да бъде измерена с точност до един сантиметър и промените в нея да бъдат проследявани. Резултатът от тези измервания е 4477,54 m.

## Други
Върхът е емблема на шоколадовия десерт „Тоблерон“.